# 普里普滕卡
50°6′49″N 26°53′44″E / 50.11361°N 26.89556°E
普里普滕卡（烏克蘭語：Припутенка）是烏克蘭西部的村莊，隸屬赫梅利尼茨基州的舍佩蒂夫卡區。該村始建於1821年，面積0.23平方公里，海拔高度239米，2001年人口70，人口密度每平方公里299.2人。